# 托朗峰

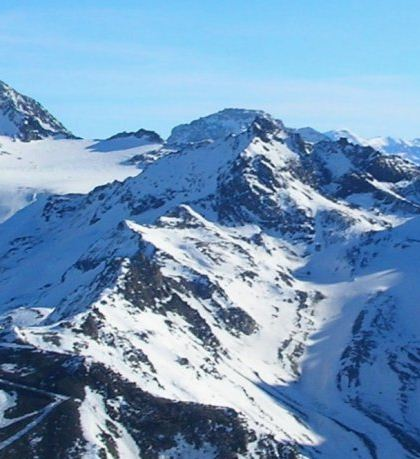

45°15′53″N 06°36′34″E / 45.26472°N 6.60944°E
托朗峰（法語：Pointe de Thorens），是法國的山峰，位於該國東北部奧文尼-隆-阿爾卑斯大區，由薩瓦省負責管轄，屬於瓦努瓦斯山的一部分，海拔高度3,266米，每年平均降雨量1,479毫米。